# Star (David Bowie)
Star is een nummer van de Britse muzikant David Bowie, uitgebracht als de zevende track op zijn album The Rise and Fall of Ziggy Stardust and the Spiders from Mars uit 1972.
Bowie schreef het nummer onder de titel "Rock & Roll Star" aan het eind van 1970 of het begin van 1971 en bood de onbekende band Chameleon de demoversie aan. De versie van deze band werd nooit uitgebracht. Hierna vergat Bowie het nummer totdat iemand hem er naar vroeg tijdens een show in Aylesbury. Op dat moment was hij bezig met de verhaallijn voor het album Ziggy Stardust en realiseerde zich dat "Star" daar perfect tussen zou passen.
De achtergrondzang werd geïnspireerd door het nummer "Lovely Rita" van The Beatles en de introductie toont gelijkenissen met "Sweet Jane" van The Velvet Underground.
Een liveversie van het nummer werd in 1978 in de Verenigde Staten uitgebracht op single ter promotie van het album Stage. In 1983 zong Bowie het nummer voor het laatst in concerten tijdens zijn Serious Moonlight Tour, waarin het vaak de show opende in een medley met "The Jean Genie".

## Muzikanten
- David Bowie: zang, akoestische gitaar
- Mick Ronson: piano, elektrische gitaar
- Trevor Bolder: basgitaar
- Mick "Woody" Woodmansey: drums